# وزارة التجارة والصناعة (قطر)

## نبذة عامة
وزارة التجارة والصناعة مسؤولة عن تنظيم الأنشطة التجارية والصناعية في قطر، تعزيز التجارة المحلية والخارجية، ودعم القطاع الخاص، تسعى الوزارة لتوفير بيئة أعمال تنافسية واعية بحقوق المستهلك، وتعمل على تعزيز ريادة الأعمال، وتشجيع الاستثمار المحلي والأجنبي.

## التأسيس والتاريخ
تم تأسيس وزارة التجارة والصناعة لتوحيد الجهود المتعلقة بالتجارة والصناعة تحت مظلة واحدة. في عام 2018، تم دمج وزارة الاقتصاد والتجارة مع وزارة الطاقة والصناعة، ما أدى إلى تغيير الاسم إلى "وزارة التجارة والصناعة".
الهدف من هذه الخطوة هو توحيد وتوجيه الجهود لدعم النمو الاقتصادي القطري.

### أهداف الوزارة
تنظيم التجارة المحلية والدولية، حماية المستهلكين من الغش التجاري، دعم الصادرات القطرية، وتحفيز الاستثمار الأجنبي.

### القطاعات المسؤولة عنها
تشمل التجارة، الصناعة، وحماية المستهلك.

### الخدمات المقدمة
وزارة التجارة والصناعة تقدم مجموعة واسعة من الخدمات، منها التراخيص التجارية، التسجيلات، وخدمات دعم رواد الأعمال والاستثمار

## الهيكل التنظيمي
الوزير الحالي: سعادة الشيخ فيصل بن ثاني بن فيصل آل ثاني
وكيل الوزارة: سعادة السيد محمد بن حسن المالكي

### القطاعات الرئيسية:
- قطاع شؤون التجارة
- قطاع حماية المستهلك
- قطاع الصناعة

## المشاريع والمبادرات

### المشاريع الكبرى
تشرف الوزارة على عدة مبادرات لدعم ريادة الأعمال والشركات الصغيرة والمتوسطة، إضافةً إلى تعزيز المنتج الوطني من خلال برامج دعم القطاع الصناعي.

### الشراكات
ترتبط الوزارة بشراكات مع منظمات دولية مثل منظمة التجارة العالمية (WTO) والعديد من الهيئات المعنية بالاستثمار والتجارة الدولية

### العلاقات الدولية
وزارة التجارة والصناعة تسعى لتعزيز العلاقات التجارية مع الدول الأخرى من خلال اتفاقيات تعاون ومشاركات مع منظمات دولية، مثل منظمة التجارة العالمية.

### الإنجازات والنتائج
حققت دولة قطر نجاحات كبيرة في دعم بيئة ريادة الأعمال، حيث تم تصنيفها الأولى عربياً في مؤشرات ريادة الأعمال وفقاً للمرصد العالمي لريادة الأعمال. بالإضافة إلى ذلك، تُصنف دولة قطر عالمياً من بين أفضل الدول في سهولة الأعمال.

## القوانين والتشريعات
وزارة التجارة والصناعة تعمل وفق القوانين التي تنظم التجارة والصناعة في قطر، بما في ذلك قوانين حماية المنافسة، وحماية حقوق الملكية الفكرية، وحماية المستهلك من الأنشطة الاحتكارية